# Rustikalgut
Mit Rustikalgut, auch Rustikalland oder Rusticale genannt, wurde bis 1918 in der Habsburgermonarchie der im Grundbuch eingetragene Eigenbesitz eines Bauern bezeichnet. Der Gegenbegriff dazu ist Dominikalgut.
Als Rustikalland bezeichnet man in einer Grundherrschaft Land, das gegen Zins oder gegen Dienste an Bauern abgegeben wurde. In Österreich unterschied man zwischen dem uneingekauften Rustikalland, dessen Bewirtschafter in der rechtlichen Stellung eines Lassiten (Königreich Preußen) war, und dem eingekauften Rustikalland. Hierbei hatte der Rustikalist, das heißt, der das Land bewirtschaftende Bauer, durch eine allmähliche Abzahlung die nahezu unbeschränkte Verfügungsgewalt über das Land erworben. 1848 wurden in Österreich die Grundlasten für die Bauern aufgehoben, zu diesem Zeitpunkt gab es in Österreich fast nur noch eingekauftes Rustikalland. Nach 1848 wird somit als Rustikalgut der Eigenbesitz der Bauern bezeichnet.